# Offre au public de titres financiers
Pour un article plus général, voir Appel public à l'épargne.
En droit financier français, l'offre au public de titres financiers (anciennement nommé appel public à l'épargne ou APE) impose aux sociétés qui font appel public à l'épargne certaines obligations pour protéger ou informer le public.
Le 22 janvier 2009, l'ordonnance no 2008-1 supprime des textes l'expression « appel public à l'épargne » et lui substitue le terme européen « Offre au public de titres financiers ».

## Notions

### Généralités
Une société est considérée comme faisant ou ayant fait publiquement appel à l’épargne lorsqu’elle a procédé à une offre publique (en souscription, en vente ou d’échange) ou à une inscription à la cote d’une bourse de valeurs mobilières (ou autre marché réglementé) d’obligations ou de titres quelconques.

### Exceptions
Les législations, connaissant le concept d'appel public à l'épargne, connaissent généralement un certain nombre d'exceptions qui permettent d'exclure du champ d'application de la loi un certain nombre de situations où le public n'a, en fait, pas besoin de bénéficier d'une protection particulière.
L'une de ces exceptions est le placement privé. En France, un placement privé s'adresse à un investisseur qualifié ou à un cercle restreint d’investisseurs.
Un investisseur qualifié est une personne morale disposant de compétences et des moyens nécessaires pour appréhender les risques inhérents aux opérations sur instruments financiers. La liste des catégories auxquelles doivent appartenir les investisseurs qualifiés est définie par décret.
Le décret n°98-880 du 1er octobre 1998 cite dans son article 1 quels sont les investisseurs qualifiés qui agissent pour compte propre : des établissements de crédit, des compagnies financières, des entreprises d’investissement, les sociétés d’assurance et de capitalisation, etc.
Quant au cercle d’investisseurs, il est réputé restreint s'il compte moins de 150 personnes .
Les pays qui connaissent un concept similaire à celui d'appel public à l'épargne possèdent généralement des exceptions plus ou moins précises, tel le concept de public company aux États-Unis, qui imposent d'importants devoirs d’information et de communication aux sociétés concernées.
Elles peuvent y échapper en se conformant aux règles strictes contenues dans un certain nombre de « safe harbours » s'approchant du concept de placement privé.

### Loi belge
En Belgique, un placement privé est un placement qui correspond aux critères suivants[réf. nécessaire] : 
- les opérations qui requièrent une contrepartie de 25 000 EUR par investisseur ;
- les opérations qui sont destinées exclusivement à un ou plusieurs investisseurs professionnels, agissant pour leur propre compte ;
- les opérations dont l’acquisition des titres est une condition d’accès à une activité professionnelle ou est nécessaire pour l’exercice de cette activité.